# Viola pachyrrhiza
Viola pachyrrhiza Boiss. & Hohen. – gatunek roślin z rodziny fiołkowatych (Violaceae). Występuje naturalnie w północnym Iraku oraz zachodniej części Iranu. 

## Morfologia
PokrójBylina dorastająca do 6 cm wysokości, tworzy kłącza i rozłogi.
LiścieBlaszka liściowa ma owalnie eliptyczny kształt. Mierzy 5–12 mm długości oraz 3–8 mm szerokości, jest karbowana na brzegu, ma zbiegającą po ogonku nasadę i tępy wierzchołek. Ogonek liściowy jest nagi i ma 10–20 mm długości. Przylistki są owalnie lancetowate i osiągają 2 mm długości.
KwiatyPojedyncze, wyrastające z kątów pędów. Mają działki kielicha o podługowato-owalnym kształcie i dorastające do 2–3 mm długości. Płatki są odwrotnie jajowate, mają żółtą lub purpurową barwę oraz 5–6 mm długości, dolny płatek posiada obłą ostrogę o długości 1-2 mm.
OwoceTorebki mierzące 3 mm długości, o jajowatym kształcie.

## Biologia i ekologia
Rośnie na terenach skalistych, na wysokości od 1500 do 1900 m n.p.m.